# Hopea pachycarpa
Hopea pachycarpa är en tvåhjärtbladig växtart som först beskrevs av Georg Christoph Heim, och fick sitt nu gällande namn av Symington. Hopea pachycarpa ingår i släktet Hopea och familjen Dipterocarpaceae. Inga underarter finns listade i Catalogue of Life.